# Massacro della casa dei gesuiti di via Rakowiecka
Il massacro della casa gesuita di via Rakowiecka fu un omicidio di massa perpetrato da alcuni membri delle Waffen-SS il secondo giorno della rivolta di Varsavia. Il 2 agosto 1944 i soldati delle SS uccisero circa 40 persone nella Casa degli Scrittori della Compagnia di Gesù (in polacco: Dom Pisarzy Towarzystwa Jezusowego), casa gesuita sita a Mokotów, quartiere di Varsavia, in via Rakowiecka 61. Le vittime furono 8 preti, 8 fratelli della Compagnia di Gesù e oltre 20 laici (tra cui almeno 8 donne e un ragazzo di 10 anni).

## Il convento all’ora "W", scoppio della rivolta
Al momento dello scoppio della rivolta di Varsavia, la casa dei gesuiti si trovò in una situazione sfavorevole, dato che via Rakowiecka apparteneva a uno dei più importanti centri di resistenza tedesca a Mokotów. Nelle immediate vicinanze della casa si trovavano significanti forze di occupazione, che presidiavano, tra l’altro, la grande caserma delle SS (SS-Stauferkaserne) in via Rakowiecka 4, la caserma degli avieri all’imbocco di via Puławska (Flakkaserne), l'edificio dell’SGGW, il parco Pole Mokotowskie (batterie dell’artiglieria antiaerea), la scuola di Wawelberg e il Forte Mokotów.
Il 1º agosto 1944 alcuni soldati dell’Armia Krajowa (V Distretto dell’AK "Mokotów") attaccarono le posizioni tedesche lungo l'intera via Rakowiecka. La casa quel giorno non fu un luogo di scontri, ma, a causa di una sparatoria in strada, più di dieci civili – a cui lo scoppio degli scontri aveva impedito di tornare a casa – si nascosero nella Casa degli Scrittori; tra di loro si trovava un ministrante decenne, Zbyszek Mikołajczyk. La sera del 1º agosto si trovavano quindi nella casa circa 50 persone: 25 gesuiti, 12 laici abitanti nella Casa degli Scrittori e più di dieci persone che vi avevano cercato un riparo.

## Invasione dei tedeschi

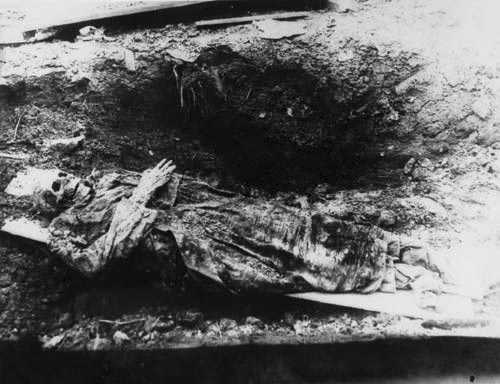
Corpo del padre Kosibowicz, esumato nel 1945

La quiete non durò molto. La mattina del 2 agosto i cannoni antiaerei tedeschi posizionati nel vicino parco Pole Mokotowskie spararono contro la casa. Il cannoneggiamento non fece vittime, ma la Casa degli Scrittori venne presto invasa da un reparto di circa 20 soldati delle Waffen-SS, mandato probabilmente dalla Stauferkaserne nelle vicinanze. I militari delle SS accusarono i polacchi che si trovavano nella casa di aver sparato dall'edificio conto i soldati tedeschi. Dopo una perquisizione superficiale, durante la quale non venne trovata nessuna prova per sostenere le accuse, i militari portarono fuori il superiore della casa, padre Edward Kosibowicz, affermando che lui dovesse dare ulteriori informazioni al loro comandante. Fu ucciso con un colpo alla nuca nel parco Pole Mokotowskie. Nel frattempo alcuni dei gesuiti che parlavano tedesco cercavano, senza successo, di avviare una conversazione con i militari per migliorare la situazione dei polacchi. Dopo un po' di tempo le persone presenti nella casa vennero radunate dalle SS nel locale delle caldaie, nei sotterranei dell’edificio.

## Massacro
In seguito i tedeschi cominciarono a fare uscire, una alla volta, le persone dal locale delle caldaie. Dopo avere sequestrato loro tutti gli oggetti preziosi, le portarono in una stanzetta, occupata fino a quel momento dal cocchiere della casa. Accalcati in quest’interrato tutti i trattenuti, i tedeschi aprirono il fuoco con le mitragliatrici, lanciarono granate e nelle ore successive diedero metodicamente il colpo di grazia ai feriti. Secondo la testimonianza dei sopravvissuti, i militari delle SS erano accompagnati da un ragazzo tedesco di 10 anni, che indicava loro i polacchi ancora vivi.
((PL) Norman Davies, Powstanie '44, Wyd. 3, Społeczny Instytut Wydawniczy Znak, 2010, ISBN 9788324013869, OCLC 833590834. URL consultato il 12 luglio 2018.)
.
Quando i carnefici se ne furono andati, quattordici persone – in maggior parte ferite – uscirono dal mucchio di cadaveri. Nove superstiti si nascosero nel locale delle caldaie, dietro un ammasso del carbone, mentre gli altri cinque trovarono un rifugio nella cucina dell’abbazia, dietro la legna da ardere immagazzinata per l'inverno. Appena i superstiti si furono nascosti, i tedeschi ritornarono per cospargere di benzina il cumulo di cadaveri e dargli fuoco. Insieme ai morti furono bruciati vivi i polacchi gravemente feriti che non erano riusciti ad abbandonare il luogo del massacro.
L’ultima vittima della strage fu il sacerdote Franciszek Szymaniak, S.I., cappellano militare. Il sacerdote fu fucilato nella cappella del chiostro quando, ignaro della tragedia, arrivò alla Casa degli Scrittori per prendere delle ostie consacrate.
Il 2 agosto 1944 i tedeschi uccisero nella Casa degli Scrittori in via Rakowiecka 61 circa 40 persone: 8 preti, 8 fratelli della Compagnia di Gesù (non includendo padre Kosibowicz) e oltre 20 laici (tra cui almeno 8 donne e un ragazzo di 10 anni). Stimare il numero esatto delle vittime non è possibile e solo 32 di esse sono state identificate.
Secondo la testimonianza del padre Aleksander Kisiel:

## Fuga dei superstiti
Commesso il massacro, i tedeschi saccheggiarono e devastarono la casa, dando fuoco a molti ambienti dell’edificio; non riuscirono però a scoprire i polacchi scampati dalla strage. La notte tra il 2 e il 3 agosto cinque persone nascoste in cucina decisero di abbandonare l’edificio. Quattro gesuiti, dopo essersi divisi e correndo molti rischi, riuscirono ad arrivare in un luogo sicuro. Non si sa cosa sia successo alla quinta persona, una donna non identificata che tornò a Mokotów alla ricerca dei bambini che aveva lasciato a casa: secondo il padre Jan Rosiak, che si trovava nel gruppo dei fuggiaschi, la donna sopravvisse alla guerra.
I polacchi nascosti nel locale delle caldaie, invece, riuscirono a informare della loro situazione gli abitanti delle case vicine. Il 5 agosto alcune infermiere di un ospedale per gli insorti evacuarono le persone dalla casa e le portarono nella zona presidiata dai rivoltosi polacchi.

## Commemorazione

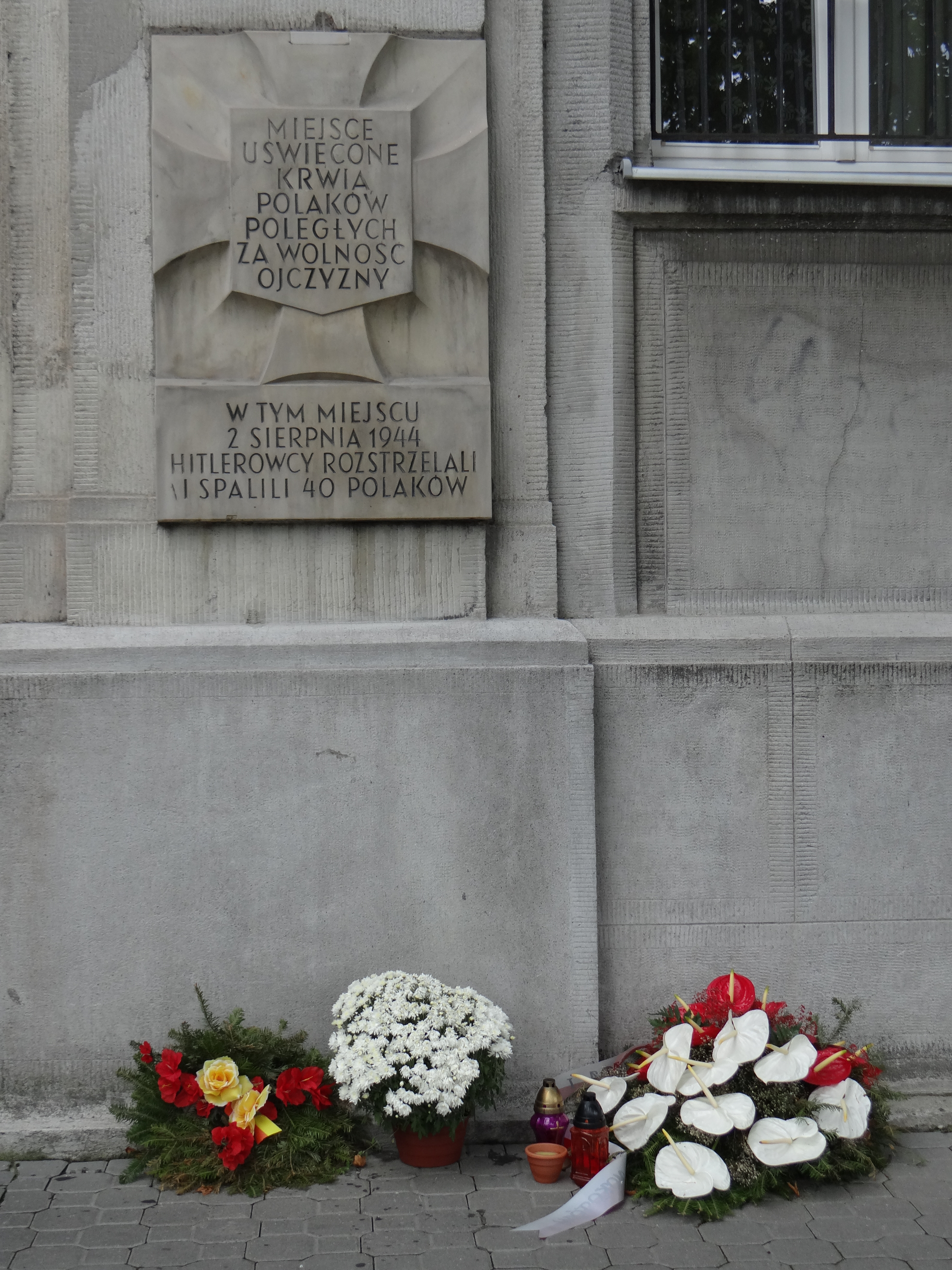
Targa commemorativa situata alla parete della Casa degli Scrittori (oggi Collegium Bobolanum)

Qualche tempo più tardi il padre gesuita Bruno Pawelczyk arrivò sul posto del crimine. Al momento dello scoppio della rivolta, Pawelczyk, che si trovava fuori dalla casa, fu catturato dai tedeschi e incarcerato nella prigione della caserma Stauferkaserne. Quando venne a sapere della tragedia dei suoi compagni, riuscì a ottenere il permesso di unirsi al kommando, composto da detenuti, che si occupava di seppellire i morti che si trovavano per le strade di Mokotów. Quando il kommando arrivò in via Rakowiecka 61, Pawelczyk convinse gli altri detenuti a murare i corpi nel locale del massacro invece di trasportarli e seppellirli altrove. Ciò rese possibile la successiva scoperta e l'identificazione dei corpi.
Dopo la guerra le spoglie delle vittime del massacro vennero deposte in quattro bare; in altre due bare furono collocati i corpi esumati del padre Kosibowicz e del padre Leonard Hrynaszkiewicz (gesuita caduto a Nowe Miasto). Tutte e sei le bare furono poi seppellite sotto il pavimento della stanza dove era stato commesso il massacro, che fu trasformata in una cappella. Questa cappella veniva regolarmente visitata dai pellegrini diretti al santuario di sant’Andrea Bobola.
La tragedia è commemorata anche da due targhe: una in forma di stele, situata accanto alla recinzione del santuario in via Rakowiecka, e una, disegnata da Karol Tchorka, sulla parete del Collegium Bobolanum in via Boboli.
Il 17 settembre 2003 il vescovo di Pelplin, Jan Bernard Szlaga, iniziò il processo di beatificazione di 122 vittime polacche del nazismo; fra queste si trovava anche uno dei gesuiti uccisi il 2 agosto 1944 nella Casa degli Scrittori in via Rakowiecka 61, il padre Władysław Wiącek.
Lo stesso anno venne pubblicato il libro Masakra w klasztorze ("Massacro nel convento"), a cura del padre Felicjan Paluszkiewicz, S.I., che contiene una descrizione precisa dei tragici avvenimenti avvenuti nella Casa degli Scrittori nell’estate del 1944; il libro raccoglie tra l’altro le memorie e le testimonianze dei superstiti del massacro. Sulla base di questo libro, un anno più tardi, Krzysztof Żurowski girò l'omonimo film, una docufiction della durata di 40 minuti. La prima visione del film ebbe luogo il 2 agosto 2004, nel 60º anniversario del massacro.

## Osservazioni
1. ↑  I tedeschi cominciarono ad aprire il fuoco a ogni polacco incontrato già dai primi minuti della rivolta di Varsavia.
2. ↑  Là li raggiunse un uomo che già prima dell’inizio del massacro era riuscito a sfuggire ai tedeschi e a nascondersi nel locale delle caldaie.